# Agrostis bettyae
Agrostis bettyae là một loài thực vật có hoa trong họ Hòa thảo. Loài này được S.W.L.Jacobs mô tả khoa học đầu tiên năm 2001 publ. 2002.